# Цане
Цане (італ. Zanè, вен. Zanè) — муніципалітет в Італії, у регіоні Венето, провінція Віченца.
Цане розташоване на відстані близько 440 км на північ від Рима, 75 км на північний захід від Венеції, 20 км на північ від Віченци.
Населення — 6677 осіб (2014).
Щорічний фестиваль відбувається 19 березня. Покровитель — San Giuseppe.

## Демографія
Населення за роками:

Станом на 1 січня 2023 року в муніципалітеті офіційно проживало 339 іноземців з 43 країн, серед них 85 громадян країн Євросоюзу та 16 громадян України.

## Сусідні муніципалітети
- Карре
- Марано-Вічентіно
- Пьовене-Роккетте
- Санторсо
- Скіо
- Тієне
- Цульяно